# 수도권 전철 중앙선
수도권 전철 중앙선(首都圈 電鐵 中央線)은 대한민국 서울특별시 용산구 용산역과 경기도 양평군 지평역을 연결하는 수도권 전철의 운행 계통으로, 현재는 수도권 전철 경의·중앙선의 일부이다. 통행방향은 좌측통행이다.

## 개요
2005년 12월 16일 중앙선 청량리 - 덕소 구간이 복선 전철화되어 전동차가 운행하기 시작하였다. 이전에는 용산~왕십리~성북간 전동차를 운영하였으나 이 때 폐지되었다. 그와 동시에 경원선 용산~청량리 구간의 공백을 메우기 위하여 전동차가 용산역까지 운행하게 되었다. 2007년 12월 27일에는 덕소역에서 팔당역까지 연장 개통하면서, 수도권 전철 노선도에 정식으로 중앙선이라는 명칭이 쓰였다. 2008년 12월 29일 팔당역에서 경기도 양평군 양서면에 소재한 국수역까지 연장 개통되었고, 기존의 능내역은 선로 이설과 동시에 폐지되어 운길산역으로 대체되었다. 2009년 12월 23일 국수역에서 용문역까지의 구간이 개통되었고, 동시에 2008년 12월 29일에 문을 열지 않았던 신원역도 개통되었다. 2010년 12월 21일에는 경춘선, 7호선과 환승가능한 상봉역과 양평역~ 아신역 사이에 오빈역이 추가로 개통되었고 2014년 12월 27일에는 수도권 전철 경의선과 직결운행하게 되었다.

## 역사
- 1978년 12월 9일 : 용산 ~ 청량리 간 5개역 개통
- 1978년 12월 9일 : 경원선 이촌역 · 성수역 (聖水驛, 현 응봉역) 개통
- 1980년 4월 1일 : 경원선 회기역·한남역 개통
- 1980년 7월 10일 : 서울 지하철 2호선 개통을 앞두고 성수역을 응봉역으로 개칭
- 1983년 9월 16일 : 왕십리역 2호선 환승 개통, 서울 지하철 2호선 을지로입구 ~ 성수 구간 개통
- 1985년 10월 18일 : 서울 지하철 3호선 독립문~양재 개통으로 경원선 옥수역 개통
- 1985년 10월 18일 : 이촌역 4호선 환승 개통, 서울 지하철 4호선 삼선교 ~ 사당 개통
- 1995년 11월 15일 : 왕십리역 5호선 환승 개통, 서울 지하철 5호선 왕십리 ~ 상일동 구간 개통
- 2005년 12월 16일 : 수도권 전철 1호선에서 별개로 분리되어 독립된 운행 계통이 됨. 회기 - 덕소 구간 개통, 수도권 전철 용산-덕소선 용산 - 덕소간 전철 운행 개시, 중랑역, 양원역, 구리역, 양정역 개통 (상봉역 제외)
- 2007년 12월 27일 : 수도권 전철 중앙선으로 노선명 최종 확정. 덕소 ~ 팔당 구간 개통과 동시에 8량 1편성으로 전환 및 도심역 개통
- 2008년 4월 1일 : 1인 승무 개시
- 2008년 12월 1일 : 상행선에 한하여 급행열차 운행 개시
- 2008년 12월 29일 : 팔당 ~ 국수 구간 개통 (신원역 제외)
- 2009년 12월 23일 : 국수 ~ 용문 구간 개통, 신원역 개통 (오빈역 제외)
- 2010년 8월 20일 : 청량리역 환승 개통, 수도권 전철 1호선, 롯데백화점 민자역사 준공
- 2010년 12월 21일 : 오빈역 개통, 상봉역, 망우역 환승 개통, 경춘선 개통
- 2011년 10월 4일 : 다이아 개정 및 6량 1편성으로 감축, 차량 부족으로 인하여 한국철도공사 351000호대 전동차 4개 편성 투입
- 2012년 5월 21일 : 다이아 개정 및 8량 1편성으로 1일 42회 운행[13]
- 2012년 6월 1일 : 다이아 개정 및 8량 1편성으로 1일 58회 운행, 361000호대 전동차 2개 편성 재도색 후 투입
- 2012년 10월 6일 : 왕십리역 분당선 환승 개통
- 2014년 3월 1일 : 모든 열차가 8량 1편성으로 환원
- 2014년 12월 27일 : 용산역에서 수도권 전철 경의선 직결 운행 개시

## 운영

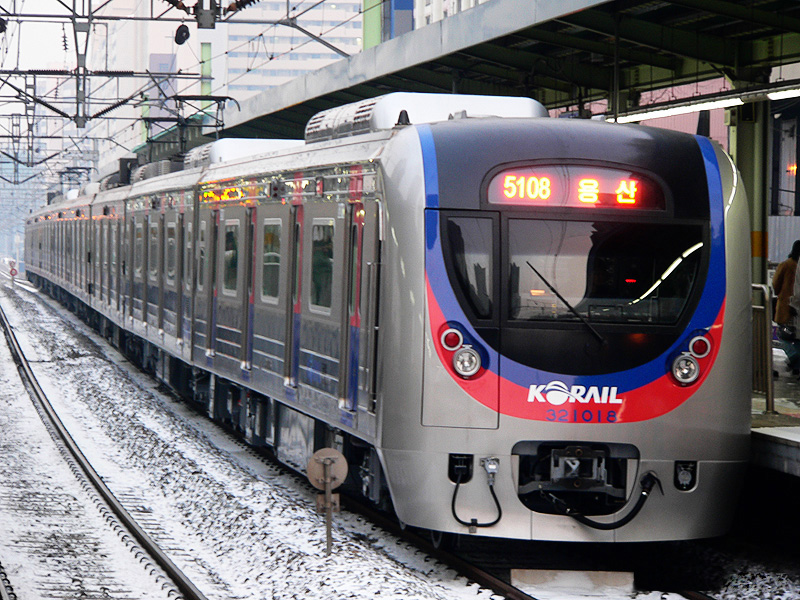
이촌역에 진입하는 용산행 32118 편성

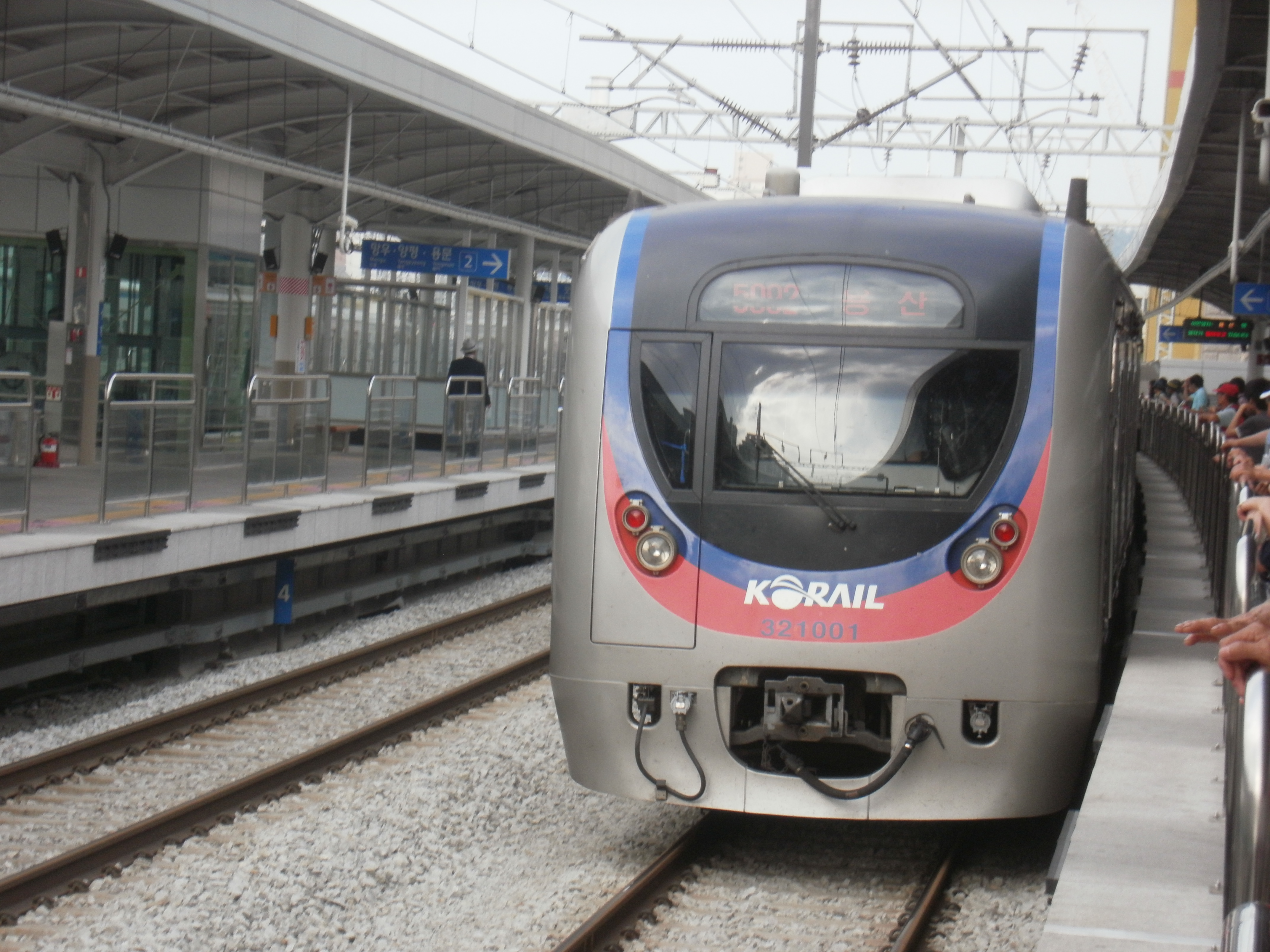
자전거 거치대가 설치된 32101 편성

### 경유 노선
- 2005년 이전 : 경원선(용산 - 성북)
- 2005년 이후 : 경원선(용산 - 회기) - 중앙선(청량리 - 용문)

### 운행
경원선과 중앙선 선로를 복합적으로 운행하는 형태의 광역 철도이다. 중앙선의 복선 전철화에 맞추어 통근형 전동차를 운행하는데, 최근 국수역, 용문역까지 노선의 길이가 점차 길어짐에 따라 급행 계통을 도입하였다. 중앙선 선로의 경우에는 무궁화호 등의 열차들이 복합적으로 운행하기 때문에 선로 용량 포화가 우려되었으며, 경원선 선로의 경우 서울 도심인 점을 감안하여 선로 증설이 어려워 전반적으로 배차 간격이 제한적으로 운행되고 있었다.

#### 급행
출근 급행은 2008년 12월 1일부터 운행을 개시하였다. 초창기에는 도심역 출발이었다가, 2008년 12월 29일부터 국수역까지 연장되면서 기점이 양수역으로 변경되었으며, 2009년 12월 23일부터 용문역까지 연장되면서 기점이 양평역으로 변경되었다.
평일 출근 시간대에 양평에서 용산 방향으로 2회 운행했으며, 용산에서 양평 방향으로는 운행하지 않았다. 급행열차의 정차역은 다음과 같았다.
- 용산 ← 이촌 ← 옥수 ← 왕십리 ← 청량리 ← 회기 ← 상봉 ← 구리 ← 도농 ← 덕소 ← 도심 ← 양수 ← 양평

2010년 7월 17일부터는 경인선, 경부선 등지에서 용산삼각선을 경유하여 본 노선으로 직결 운행하는 주말 맞춤 특급열차가 운행하였으나, 이용 승객 저조로 2010년 12월 1일에 운행이 중지되었다.
2014년 12월 27일부터는 용산역에서 수도권 전철 경의선과 직결 운행 실시로 인해 경의중앙선에 일괄적으로 통폐합되었고 양방향 모두 급행열차가 운행하기 시작하였으며, 이제는 급행열차 또한 용문역에서 착발한다.

### 차량
2007년까지는 1호선과 차량을 공유하였다. 새로 도입된 6000호대 전동차는 교류 전용으로서 중앙선에서만 운행되었다. 2007년 12월 27일 중앙선 복선 전철화의 팔당 연장에 맞추어 차량 편성을 10량 1편성에서 8량 1편성으로 다시 2011년 10월부터 8량 1편성에서 6량 1편성으로 감축하여 1호선과의 차량 운용 체계를 분리하였다. 이 차량들은 2012년 4월 2일까지 신이문역과 석계역 사이에 있는 이문차량사업소에 배속되어 있었으며, 차량 회송은 청량리역에서 광운대역까지 기존 경원선 구간을 사용하였으나 2012년 4월 3일 용문차량사업소 완공과 함께 소속이 이관되었다. 2008년 말부터 시작된 차번 개정으로 기존 중앙선을 운행하던 모든 통근형 전동차는 321000호대로 차번을 개정하였다. 또한 2011년 10월 중앙선에 4개 편성이 부족해져 351000호대 전동차가 차출된 적이 있었으며, 2012년 6월 8량 편성으로 1일 58회를 운행함에 따라 경춘선에서 운행중이던 361000호대 전동차 2개 편성을 도색 개조를 거쳐서 차출된 적이 있었다. 2014년 3월 1일부터 모든 편성이 8량으로 환원되었다. 승강장을 비롯한 모든 시설이 10량 1편성을 기준으로 건설된 상태이다.

## 역 목록
- ● 수도권 전철 경춘선 색으로 칠해진 구간(청량리-망우)은 ● 수도권 전철 경춘선과 선로를 공유한다.

| 노 선                | 역 번호              | 역명                 | 로마자 역명          | 한자 역명            | 급행                              | 환승                                                                             | 역간 거리            | 누적 거리            | 소재지               | 소재지               |
| ↑ 용산선 효창역 방면 | ↑ 용산선 효창역 방면 | ↑ 용산선 효창역 방면 | ↑ 용산선 효창역 방면 | ↑ 용산선 효창역 방면 | ↑ 용산선 효창역 방면              | ↑ 용산선 효창역 방면                                                             | ↑ 용산선 효창역 방면 | ↑ 용산선 효창역 방면 | ↑ 용산선 효창역 방면 | ↑ 용산선 효창역 방면 |
| -------------------- | -------------------- | -------------------- | -------------------- | -------------------- | --------------------------------- | -------------------------------------------------------------------------------- | -------------------- | -------------------- | -------------------- | -------------------- |
| 경원선               | K110                 | 용산                 | Yongsan              | 龍山                 | ●                                 | ● 수도권 전철 1호선 경부선                                                       | -                    | 0.0                  | 서울특별시           | 용산구               |
| 경원선               | K111                 | 이촌                 | Ichon                | 二村                 | ●                                 | ● 수도권 전철 4호선                                                              | 1.9                  | 1.9                  | 서울특별시           | 용산구               |
| 경원선               | K112                 | 서빙고               | Seobinggo            | 西氷庫               | ｜                                |                                                                                  | 1.7                  | 3.6                  | 서울특별시           | 용산구               |
| 경원선               | K113                 | 한남                 | Hannam               | 漢南                 | ｜                                |                                                                                  | 1.9                  | 5.5                  | 서울특별시           | 용산구               |
| 경원선               | K114                 | 옥수                 | Oksu                 | 玉水                 | ●                                 | ● 수도권 전철 3호선                                                              | 1.6                  | 7.1                  | 서울특별시           | 성동구               |
| 경원선               | K115                 | 응봉                 | Eungbong             | 鷹峰                 | ｜                                |                                                                                  | 1.8                  | 8.9                  | 서울특별시           | 성동구               |
| 경원선               | K116                 | 왕십리               | Wangsimni            | 往十里               | ●                                 | ● 서울 지하철 2호선 ● 수도권 전철 5호선 ● 수도권 전철 수인·분당선                | 1.4                  | 10.3                 | 서울특별시           | 성동구               |
| 경원선               | K117                 | 청량리               | Cheongnyangni        | 淸凉里               | ●                                 | ● 수도권 전철 1호선 ● 수도권 전철 경춘선 ● 수도권 전철 수인·분당선 경원선 중앙선 | 2.4                  | 12.7                 | 서울특별시           | 동대문구             |
| 중앙선               |                      |                      |                      |                      |                                   |                                                                                  | 2.4                  | 12.7                 | 서울특별시           | 동대문구             |
| K118                 | 회기                 | Hoegi                | 回基                 | ●                    | ● 수도권 전철 1호선               | 1.4                                                                              | 14.1                 |                      | 서울특별시           | 동대문구             |
| K119                 | 중랑                 | Jungnang             | 中浪                 | ｜                   |                                   | 1.8                                                                              | 15.9                 | 중랑구               | 서울특별시           |                      |
| K120                 | 상봉                 | Sangbong             | 上鳳                 | ●                    | ● 서울 지하철 7호선 중앙선 망우선 | 0.8                                                                              | 16.7                 | 중랑구               | 서울특별시           |                      |
| K121                 | 망우                 | Mangu                | 忘憂                 | ｜                   | ● 수도권 전철 경춘선              | 0.6                                                                              | 17.3                 | 중랑구               | 서울특별시           |                      |
| K122                 | 양원                 | Yangwon              | 養源                 | ｜                   |                                   | 1.7                                                                              | 19.0                 | 중랑구               | 서울특별시           |                      |
| K123                 | 구리                 | Guri                 | 九里                 | ●                    | ● 수도권 전철 8호선               | 3.2                                                                              | 22.2                 | 경기도               | 구리시               |                      |
| K124                 | 도농                 | Donong               | 陶農                 | ●                    |                                   | 1.7                                                                              | 23.9                 | 경기도               | 남양주시             |                      |
| K125                 | 양정                 | Yangjeong            | 養正                 | ｜                   |                                   | 3.7                                                                              | 27.6                 | 경기도               | 남양주시             |                      |
| K126                 | 덕소                 | Deokso               | 德沼                 | ●                    |                                   | 2.3                                                                              | 29.9                 | 경기도               | 남양주시             |                      |
| K127                 | 도심                 | Dosim                | 陶深                 | ●                    |                                   | 1.5                                                                              | 31.4                 | 경기도               | 남양주시             |                      |
| K128                 | 팔당                 | Paldang              | 八堂                 | ｜                   |                                   | 4.2                                                                              | 35.6                 | 경기도               | 남양주시             |                      |
| K129                 | 운길산               | Ungilsan             | 雲吉山               | ｜                   |                                   | 6.4                                                                              | 42.0                 | 경기도               | 남양주시             |                      |
| K130                 | 양수                 | Yangsu               | 兩水                 | ●                    |                                   | 1.9                                                                              | 43.9                 | 경기도               | 양평군               |                      |
| K131                 | 신원                 | Sinwon               | 新院                 | ｜                   |                                   | 4.7                                                                              | 48.6                 | 경기도               | 양평군               |                      |
| K132                 | 국수                 | Guksu                | 菊秀                 | ｜                   |                                   | 2.9                                                                              | 51.5                 | 경기도               | 양평군               |                      |
| K133                 | 아신                 | Asin                 | 我新                 | ｜                   |                                   | 4.1                                                                              | 55.6                 | 경기도               | 양평군               |                      |
| K134                 | 오빈                 | Obin                 | 梧濱                 | ｜                   |                                   | 2.8                                                                              | 58.4                 | 경기도               | 양평군               |                      |
| K135                 | 양평                 | Yangpyeong           | 楊平                 | ●                    |                                   | 2.2                                                                              | 60.6                 | 경기도               | 양평군               |                      |
| K136                 | 원덕                 | Wondeok              | 元德                 | ｜                   |                                   | 5.8                                                                              | 66.4                 | 경기도               | 양평군               |                      |
| K137                 | 용문                 | Yongmun              | 龍門                 | ●                    | 중앙선                            | 4.8                                                                              | 71.2                 | 경기도               | 양평군               |                      |
| K138                 | 지평                 | Jipyeong             | 砥平                 |                      | 중앙선                            | 3.8                                                                              | 75.0                 | 경기도               | 양평군               |                      |

## 승차량 변동
| 구간        | 승차 인원 | 승차 인원 | 승차 인원 | 승차 인원 | 승차 인원 | 승차 인원 | 승차 인원 | 승차 인원 |
| 구간        | 2000년    | 2000년    | 2001년    | 2001년    | 2002년    | 2002년    | 2003년    | 2003년    |
| 범주구별    | 구간총량  | 역당평균  | 구간총량  | 역당평균  | 구간총량  | 역당평균  | 구간총량  | 역당평균  |
| ----------- | --------- | --------- | --------- | --------- | --------- | --------- | --------- | --------- |
| 경원선 구간 | 43524     | 6218      | 45268     | 6467      | 46221     | 6603      | 50850     | 7264      |

| 구간        | 승차 인원 | 승차 인원 | 승차 인원 | 승차 인원 | 승차 인원 | 승차 인원 |
| 구간        | 2004년    | 2004년    | 2005년    | 2005년    | 2006년    | 2006년    |
| 범주구별    | 구간총량  | 역당평균  | 구간총량  | 역당평균  | 구간총량  | 역당평균  |
| ----------- | --------- | --------- | --------- | --------- | --------- | --------- |
| 전 구간     | 27884     | 3983      | 27927     | 1995      | 53205     | 3800      |
| 경원선 구간 | 27884     | 3983      | 27130     | 3876      | 27454     | 3922      |
| 중앙선 구간 | 미개통    | 미개통    | 18185     | 2598      | 25751     | 3679      |

## 같이 보기
- 중앙선
- 경원선
- 수도권 전철 경의선
- ● 수도권 전철 경의·중앙선